# Koivulahti (vik i Finland)
Koivulahti är en vik i Finland.   Den ligger i Viitasaari kommun i landskapet Mellersta Finland, i den centrala delen av landet, 300 km norr om huvudstaden Helsingfors. Koivulahti ligger vid sjön Muuruejärvi.